# Thereva inconspicus
Thereva inconspicus är en tvåvingeart som först beskrevs av Walker 1852.  Thereva inconspicus ingår i släktet Thereva och familjen stilettflugor. Inga underarter finns listade i Catalogue of Life.